# Paul Modrich
Paul Lawrence Modrich (Raton, 13 giugno 1946) è un biochimico statunitense professore all'Università Duke.

## Vita
Modrich è cresciuto in una piccola città nel nord del New Mexico.
Paul Modrich ha studiato presso il Massachusetts Institute of Technology, dove ha svolto nel 1968 un Corso di laurea in Biologia. Ha poi completato il suo dottorato alla Stanford University, dove ha conseguito nel 1973 il Dottorato di Ricerca in Biochimica. Nel 1974 è diventato professore in Chimica presso l'Università della California, e nel 1976 alla Duke University, dove nel 1988 è diventato professore ordinario di biochimica. Dal 1994 è anche un ricercatore presso l'Howard Hughes Medical Institute. P.Modrich è anche un membro dell'Accademia Americana delle Arti e delle Scienze , e membro dell 'Istituto di Medicina e dell'accademia nazionale delle scienze.

## Studi
Paul Modrich studia ed effettua esperimenti negli elementi che controllano la produzione di mutazione e lavora principalmente sulla riparazione dei filamenti di DNA. L'inattivazione della riparazione è la causa di una delle forme più comuni di cancro ereditario , e l'azione anomala della riparazione del DNA svolge un ruolo importante nello sviluppo di un certo numero di malattie neurodegenerative.
Per la maggior parte della sua carriera, ha studiato come gli organismi cercano di prevenire il verificarsi di mutazioni nel loro materiale genetico. In particolare, ha identificato e caratterizzato le proteine in quello che viene chiamato il sistema mismatch repair (in italiano: riparazione del DNA)(MMR), un meccanismo di correzione di bozze chiave che le cellule usano per eliminare gli errori rari di DNA che si verificano durante la replicazione dei cromosomi. Ha dimostrato come la riparazione del DNA sia utilizzata per evitare errori durante la dna polimerasi. Per raggiungere le conclusione che gli hanno permesso di vincere il premio nobel ha eseguito molti esperimenti nel batterio Escherichia coli per poi eseguire i medesimi esperimenti negli esseri umani.

## Esperimento
Se gli errori si insinuano nel codice del DNA durante la formazione degli spermatozoi e uova, possono causare mutazioni che si tramandano di generazione in generazione. Se alterazioni genetiche dannose avvengono all'interno delle cellule del corpo adulto, possono sorgere tumori. Prima delle scoperte di Modrich circa la riparazione del DNA, gli scienziati avevano studiato l'enzima DNA polimerasi, che è responsabile della copia delle lettere A, T, G, C che compongono il linguaggio che risiede nel DNA dei cromosomi. Essi avevano stabilito come l'enzima fa con elevata precisione, su un errore per ogni 10 milioni di"lettere" di DNA copiati. questo processo di copiatura. Normalmente, A è in coppie di DNA con T, e C in coppie con G; errori durante la DNA polimerasi assumono la forma di un disadattamento come A abbinamento con C, G con T, G con G, e così via.
Modrich ha mostrato come funziona il sistema di riparazione del DNA: funge da caporedattore per correggere gli errori rari lasciati dalla DNA polimerasi. In cellule sane, avviene circa una mutazione per divisione cellulare. Senza MMR, questo numero sale a circa 1.000.
Modrich prima si è interessato in genetica molecolare come studente, quando ha aiutato in un laboratorio lo studio della genetica dei virus che infettano i batteri. Per il suo dottorato a Stanford, Modrich ha studiato come funziona l'enzima ligasi e ha dimostrato che è essenziale per la vitalità del microbo Escherichia coli. Ligasi è una proteina che incolla insieme due estremità di DNA a doppio filamento. Esso è essenziale per molte funzioni del DNA, quali la replicazione del DNA,riparazione di lesioni del DNA e ricombinazione, quando i cromosomi scambiano materiale genetico.
L'esperienza di Modrich con il DNA e con le proteine che interagiscono con la molecola, gli hanno permesso alla fine del 1970 di iniziare gli studi sul sistema che trova e ripara le rarissime coppie di basi non corrispondenti che derivano da errori nella DNA polimerasi.